# BleachBit
BleachBit — бесплатная программа с открытым исходным кодом для управления приватностью и очистки свободного места, а также увеличения производительности операционных систем Windows и Linux.
BleachBit доступна для скачивания на официальном веб-сайте и репозиториях многих дистрибутивах GNU/Linux.

## История
- BleachBit для систем GNU/Linux был впервые публично выпущен 24 декабря 2008 года.
- В версии 0.4.0 для написания новых скриптов очистки был внедрен язык разметки CleanerML.
- 29 мая 2009 года вышла версия 0.5.0 BleachBit, где добавлена поддержка Windows XP, Vista и 7.
- В сентябре 2009 года в версии 0.6.4 появилась поддержка командной строки.

## Возможности
- Выявление и удаление веб-кэша, HTTP-кук, истории URL, файлов журнала, списков последних открытых файлов
- Удаление временных файлов ОС (папка TEMP)
- Удаление неиспользуемых локализаций (также называемых региональными файлами) программного обеспечения
- Очистка незанятого дискового пространства
- Очистка незанятого дискового пространства для улучшения сжатия данных при резервном копировании
- Очистка SQLite-базы данных Firefox
- Интерфейс командной строки для автоматизации сценариев
- Уничтожение файлов в несколько проходов (нужно выбрать файл вручную)

## Технологии
BleachBit написан на языке программирования Python и использует PyGTK.
Большинство скриптов очистки в BleachBit написаны в CleanerML — языке разметки на основе XML. CleanerML может иметь дело не только с удалением файлов, но также выполнять более специализированные действия, такие как очистка в SQLite-базе данных (при очистке, например, YUM).
Файловый уничтожитель BleachBit использует только один проход. Такая позиция разработчика связана с отсутствием доказательств того, что алгоритмы, состоящие из нескольких проходов (например, метод Гутмана), являются более эффективными, при том, что несколько проходов выполняются значительно медленнее, и вызывают у пользователя ложное чувство безопасности.